# WonderSwan
WonderSwan – przenośna konsola stworzona przez Bandai. Wydana została 4 marca 1999 roku w Japonii.
System stworzyli: firma Gunpei Yokoia (współtwórca Game Boya) Koto oraz Bandai. W założeniach WonderSwan miał konkurować z konsolkami Neo Geo Pocket Color oraz liderem rynku Nintendo Game Boy Color (mimo że Gunpei Yokoi był współtwórcą Game Boya).
Wonderswana zastąpiono później Wonderswanem Color. Niektóre gry WonderSwan Color były kompatybilne z wcześniejszą wersją konsoli, choć większość była wydawana konkretnie na nową platformę. Wonderswan był dostępny w dziesięciu różnych wersjach kolorowych, można było na nim grać trzymając sprzęt poziomo lub pionowo i posiadał przyzwoitą bibliotekę tytułów, z których znaczna część ukazała się tylko w Japonii.
Podczas gdy Game Boye miały problemy z walką z pirackimi kopiami gier, na Wonderswanie nie stwierdzono ani jednego przypadku piractwa. Prawdopodobnie było to spowodowane niewielką popularnością konsoli.

## Wygląd zewnętrzny

### Front urządzenia
Centralnie na froncie konsoli znajduje się ekran 2,49 cala o rozdzielczości 224 × 144 operujący 8 odcieniami szarości, ekran nie posiada żadnej formy podświetlenia. Konsola na froncie posiada przyciski: X1, X2, X3, X4 zgrupowane w lewym dolnym rogu urządzenia, Y1, Y2, Y3, Y4 zgrupowane w prawym górnym rogu urządzenia. Dwa gumowane przyciski na dole ekranu odpowiadające za włączanie urządzenia i przełącznik kontrolujący głośność urządzenia w trybach: cichym, głośnym i wyciszonym. Po prawej stronie ekranu znajdują się dwa przyciski A i B. W lewym górnym roku urządzenia znajduje się głośnik monofoniczny.

### Tył urządzenia
Na tyle urządzenia znajduje się sześć śrub montażowych, gniazdo na kartridże z grami oraz odczepiany zasobnik na baterię AA zasilającą urządzenie.

### Bok urządzenia
Na lewej krawędzi urządzenia znajduje się przesuwny włącznik urządzenia. Na lewej krawędzi urządzenia znajduje się złącze rozszerzeń oznaczone inicjałami EXT. służące do podłączenia akcesoriów takich jak dedykowany konwerter na złącze audio 3,5 mm. Na dolnej krawędzi znajduje się pokrętło kontrastu ekranu oraz przełącznik podpisany RELEASE służący do wyjęcia zasobnika na baterie.

## Galeria

Logo konsoli
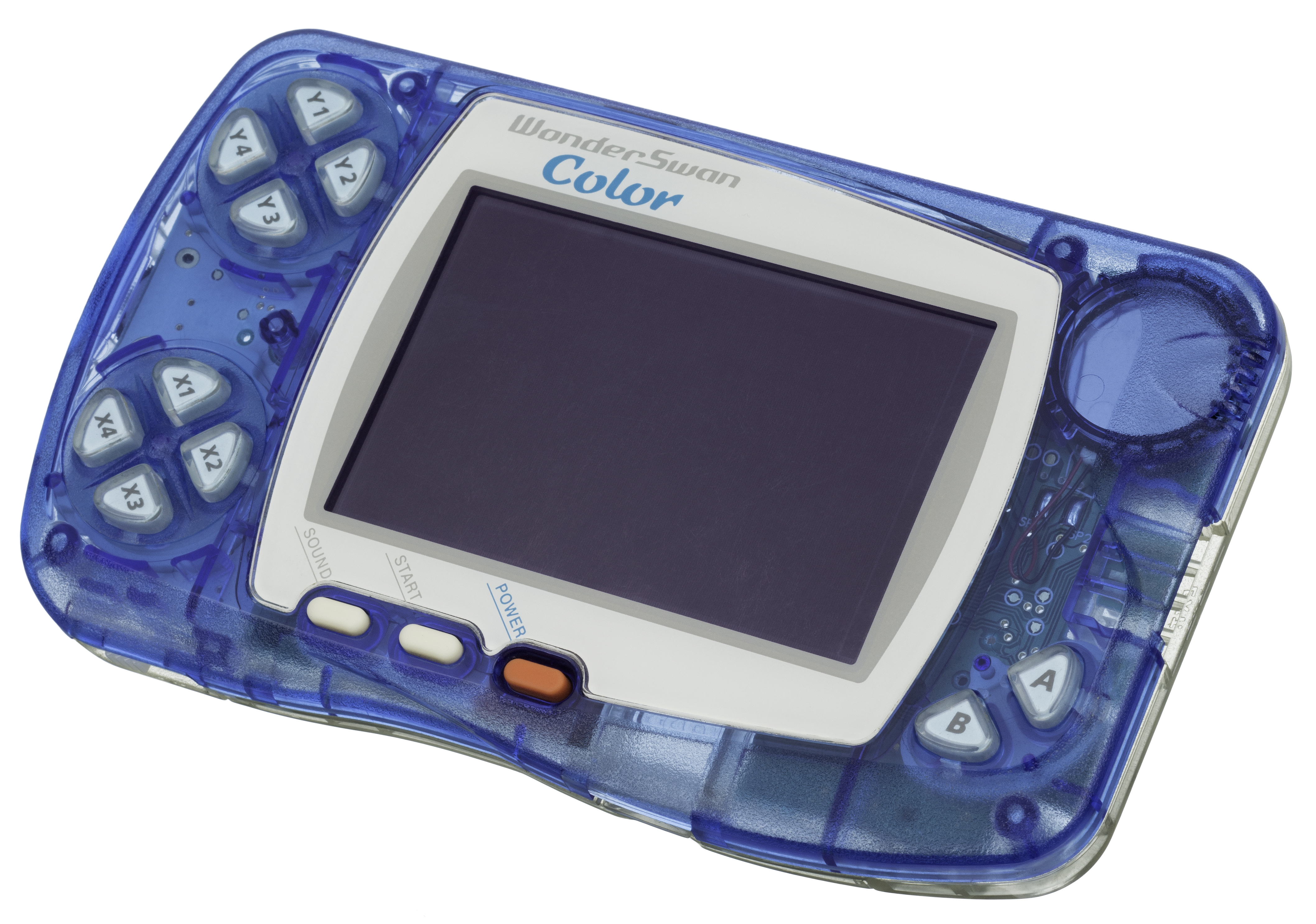
WonderSwan Color
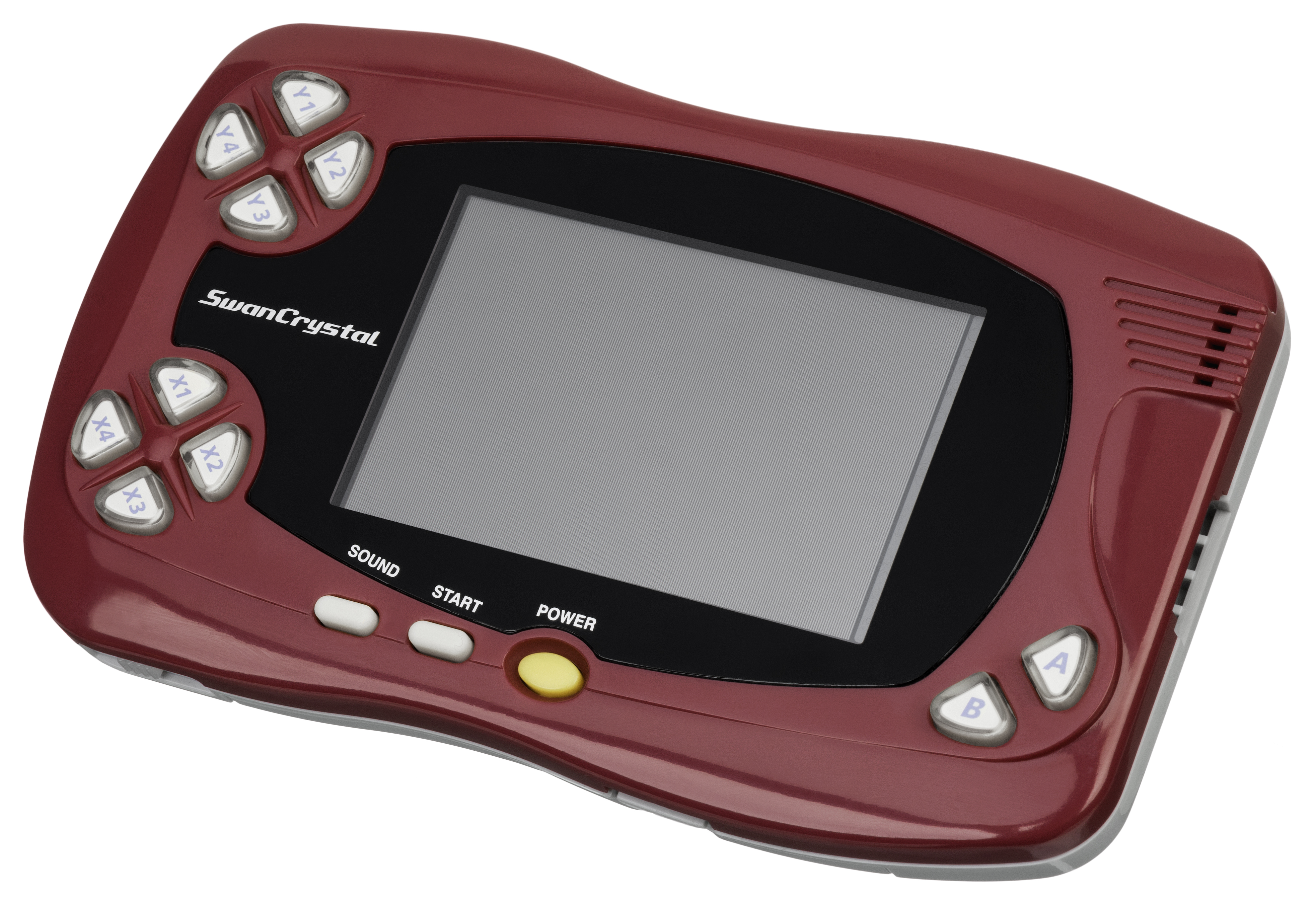
SwanCrystal
Logo wersji Color